# Scheldeplein 1-5

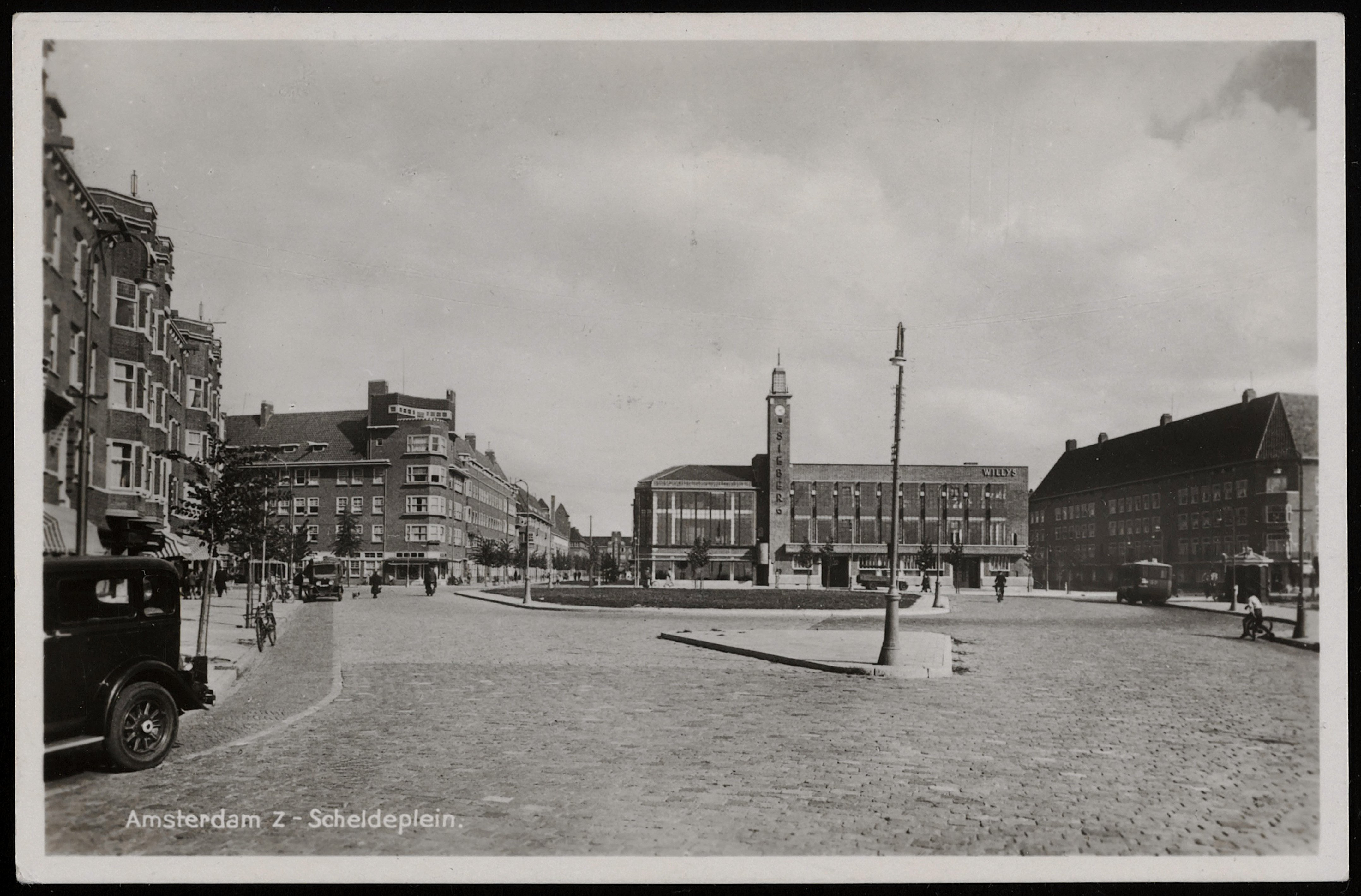
Scheldeplein in 1932

Scheldeplein 1-5 te Amsterdam is een complex aan het Scheldeplein in Amsterdam-Zuid. Het gebouw heeft vleugels aan de Geleenstraat en Geulstraat.
Hier lagen eeuwenlang landerijen met een agrarische bestemming. De almaar uitbreidende bebouwing voor de groeiende bevolking van Gemeente Amsterdam maakte daar een eind aan. Directeur Wichert Arend de Graaf van de Dienst der Publieke Werken had het in 1930 over de "Trek over het Kanaal", dat laatste was het Noorder Amstelkanaal met Plan Zuid.
Bij de bebouwing van dit perceel ging het niet om woningbouw, maar om de vestiging van garagebedrijf van Henri Sieberg. Deze had al een aantal panden in gebruik (gehad) voor zijn bedrijf. Hij maakte gebruik van een gebouw aan de Prinsengracht, Stadhouderskade 142-144 en Valckenierstraat. Het Algemeen Handelsblad van 26 februari 1931 zag daarin de gevolgen van een groeiend wagenpark. Garages als deze kwamen in deze periode, bijvoorbeeld aan de Amstelveenseweg, en Daniel Willinkplein.
Het Scheldeplein lag toen nog aan de rand van de stad zodat aan- en afvoer geen probleem zou worden en schakelde hij architect Nicolaas Charles Dekker in voor een nieuw op te leveren gebouw, waarin Willys-Overland kon verhandelen dan wel repareren. Datzelfde Algemeen Handelsblad ging een kijkje nemen in dit nieuwe gebouw opgetrokken uit gewapend beton, ijzer en veel glas. Het constateerde een voor die tijd doelmatig ingericht gebouw met aparte inritten voor de afdeling waarvan men gebruik wenste te maken met de grote reparatie- en wasinrichting op de begane grond. In de stalling konden 300 auto’s worden ondergebracht. Alhoewel het een relatief groot gebouw was, werd aan de ingebruikname in 1931 nauwelijks aandacht besteed. Dat was anders toen het complex op 30 januari 1932 geheel in gebruik werd genomen, al ging het toen voornamelijk over de hellingbaan (verbinding tussen de stallingsverdiepingen). Kranten spraken over een (te laat) opgeleverd glaspaleis.  Vlak na de opening van het gebouw werd de garage getroffen door een meer dan tien weken durende staking; Sieberg wilde een korting doorvoeren van 10 procent op de salarissen.
Het originele gebouw werd achteraf ingedeeld bij de bouwstijlen Amsterdamse School (combinatie natuursteen en baksteen) en modernisme, waarvan het invloeden tentoonstelde. Nadat Sieberg was vertrokken vestigde zich de familie Knijn in het gebouw, eerst ook als garage- en schadeherstelbedrijf, maar omstreeks 1970 kwamen er de bowlingbanen (Knijn Bowling). In al die jaren werd er druk verbouwd aan het gebouw waardoor de status gemeentelijk of rijksmonument uit beeld raakte. Het gebouw kwam in 2012-2013 in handen van de Caransa Groep die begon met Dok Architecten aan een herontwikkeling. Delen van voorgaande verbouwingen werden daarbij weer weggehaald, met name de vervanging van de grote stroken glas werd ongedaan gemaakt, zodat er weer kleine ruitjes zichtbaar waren. De toren kreeg een ophoging en de glazen lantaarn op de toren kwam terug. Alles werd deels bekostigd door op het gebouw een nieuwe woonverdieping te plaatsen. Door deze enigszins terug van de gevellijn te projecteren, wist men de invloed van het nieuwe deel beperkt te houden. De verbouwing werd in 2022 afgerond.